# 1895 în teatru
- 1894 în teatru — 1895 în teatru — 1896 în teatru

Anul 1895 în teatru a implicat o serie de noi evenimente semnificative.

## Evenimente
În anul 1895 au avut loc mai multe evenimente importante în dramaturgie:

## Premiere
În anul 1895 au avut loc mai multe premiere ale unor piese de teatru:
- Little Eyolf de Henrik Ibsen, regia Lugné-Poe
- 3 ianuarie - Soțul ideal de Oscar Wilde; la Teatrul Haymarket din Londra

## Piese de teatru publicate
În anul 1895 au fost publicate pentru prima dată mai multe piese de teatru:

## Nașteri
- 9 mai: Lucian Blaga (d. 1961), poet, dramaturg, filozof, eseist român
- 29 iulie: Victor Ion Popa (d. 1946), dramaturg român

## Vezi și
- 1895 în literatură